# Municipio de Troy (condado de Wright)
El municipio de Troy (en inglés: Troy Township) es un municipio ubicado en el condado de Wright en el estado estadounidense de Iowa. En el año 2010 tenía una población de 247 habitantes y una densidad poblacional de 2,64 personas por km².

## Geografía
El municipio de Troy se encuentra ubicado en las coordenadas 42°36′5″N 93°54′45″O / 42.60139, -93.91250. Según la Oficina del Censo de los Estados Unidos, el municipio tiene una superficie total de 93.4 km², de la cual 93,4 km² corresponden a tierra firme y (0 %) 0 km² es agua.

## Demografía
Según el censo de 2010, había 247 personas residiendo en el municipio de Troy. La densidad de población era de 2,64 hab./km². De los 247 habitantes, el municipio de Troy estaba compuesto por el 99,19 % blancos, el 0,4 % eran de otras razas y el 0,4 % eran de una mezcla de razas. Del total de la población el 3,64 % eran hispanos o latinos de cualquier raza.